# サンタカタリーナ州

サンタカタリーナ州
Estado de Santa Catarina

サンタカタリーナ州（サンタカタリーナしゅう、Estado de Santa Catarina [ˈsɐ̃tɐ kataˈɾinɐ] ( 音声ファイル)）はブラジルの南部に位置する州、州庁所在地はフロリアノーポリス。略称は「SC」である。
住人の呼称や「サンタカタリーナ州の～」を意味するポルトガル語は「カタリネンセ (catarinense)」と呼ばれる。

## 概要
北にパラナ州、南にリオグランデ・ド・スル州、そして西にアルゼンチンがある。
州の大西洋岸はブラジルでも有名な海水浴場が連続するリゾート地で、多くの観光客が押し寄せる。また、沿岸は毎年冬になると子育てのために回遊してくるミナミセミクジラの重要な生息地となっており、行政では保護プロジェクトを立ち上げ、観光と保護の両立を図っている。
内陸ではブルメナウを中心にドイツ移民が多く住み、ブルメナウではドイツのミュンヘンと同様にオクトーバフェストと呼ばれるビール祭りが行われる。

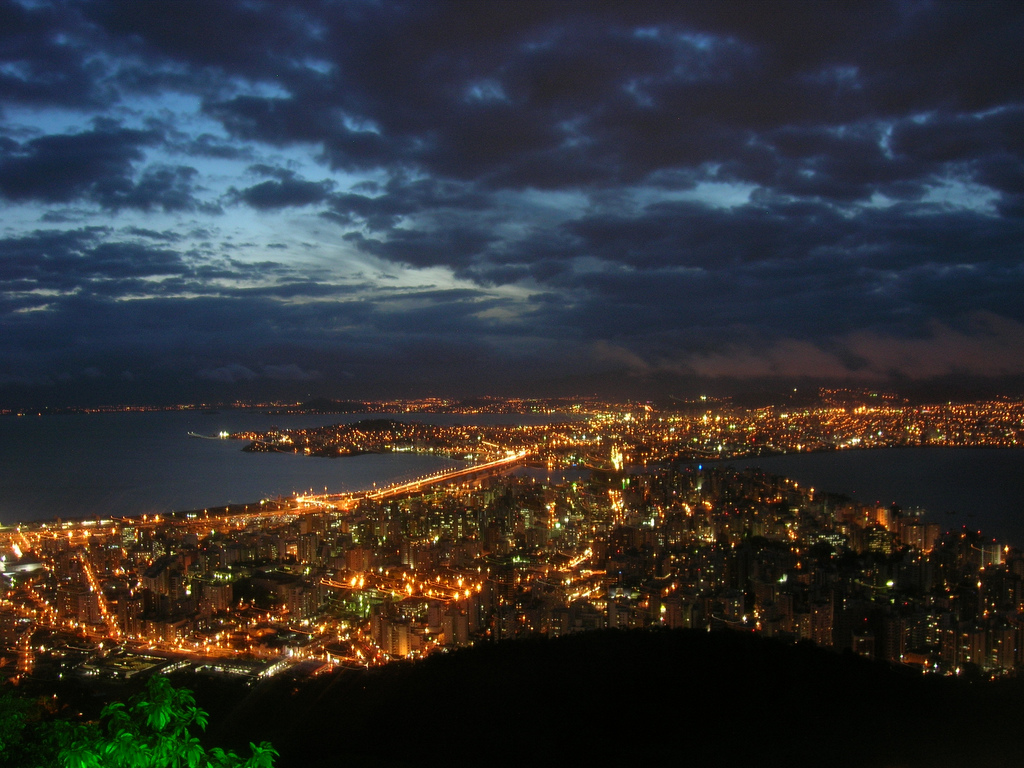
州都フロリアノーポリスの夜景

## 隣接州
- パラナ州
- （大西洋）
- リオグランデ・ド・スル州
- ミシオネス州

## 主な都市
- フロリアノーポリス
- ジョインヴィレ
- ブルメナウ
- クリシューマ
- バウネアーリオ・コンボリウー
- イタジャイ
- グァラシアバ
- チンボー
- ブルスキ

## 人種
白人が86.96%、混血が9.98%、黒人が2.72%、アジア人が0.25%、インディオが0.09%である。

## 教育
- サンタカタリーナ連邦大学
- ブルメナウ大学